# Desisa stramentosa
Desisa stramentosa là một loài bọ cánh cứng trong họ Cerambycidae.